# Volga-Oka-kultur
Volga-Oka-kulturer er et samlingsnavn for keramikanvendende jæger-samlersamfund i skovzonen i det centrale Rusland i området, som omsluttes af øvre Volga, Oka og Desna-floderne i 4. og 3. årtusinde f.Kr.
Dette område var hjemland for den grubekeramiske kultur, en direkte ætling til den lokale mesolitiske gruppe. Den tidligste af Volga-Oka-kulturerne var lialovo-kulturen, som dateres til det 4. årtusinde f.Kr. Nært beslægtet var belev-kulturen som udvikledes senere omkring 4.000 f.Kr syd for lialovo. Begge kulturers bopladser er fundet ved flodbredder, ved søbredder og på sandklitter. Udgravninger i kulturlagene ved søerne peger mod en ret bofast befolkning, mens bopladserne ved sandklitterne ikke gør.
Livsformen var ikke baseret på agerbrug eller husdyrhold men på jagt og fiskeri. Keramikken består af karakteristiske krukkeagtige lerkar med en spids eller rund bund, dekorerede med dybe gruber i horisontalt adskilte lag med kamaftryk. Der findes flere regionale og lokale varianter i keramikken.
De efterfulgtes af fatjanovo-kulturen omkring 2.000 f.Kr.